# 유룡
유룡(1955년 ~ )은 대한민국의 교수이다. 현재 한국에너지공과대학교 환경기후기술트랙 명예교수로 재직중이다. 국제적인 학회지들의 논문 피인용수에 근거하면 노벨상 수상에 근접한 과학자이다.

## 학력
- 수원고등학교
- 서울대학교 공업화학과 학사
- 한국과학기술원 화학과 석사
- 1985년 스탠퍼드 대학교 화학과 박사
- 1986년 한국과학기술원 화학과 교수 임용
- 2001년- 한국과학기술한림원 회원
- 2022년 한국에너지공과대학교 환경기후기술트랙 석좌교수 임용

## 같이 보기
- 박정영 (화학자)